# خبر خوب درباره جهنم
خبر خوب دربارهٔ جهنم اولین قسمت از سریال تلویزیونی علمی-تخیلی دلهره‌آور روان‌شناختی تلویزیونی تفکیک است. این اپیزود توسط خالق سریال دن اریکسن نوشته شده و توسط تهیه‌کننده اجرایی بن استیلر کارگردانی شده است. این قسمت اولین بار در ۱۸ فوریه ۲۰۲۲ در اپل تی‌وی پلاس منتشر شد .